# محمد الحريري (ممثل)
محمد الحريري ممثل سوري، عضو نقابة الفنانين منذ عام 1977، آخر أعماله التلفزيونية مسلسل (دوار القمر) من إخراج خالد الخالد والذي رحل قبل أن يراه على الشاشة.

## أعماله
دوار القمر
2005
(بدور أبو عادل)
حكايا وخفايا
2005
ساعة السفر
2005
الطارق
2004
(بدور زهير بن قيس)
أزواج
2004
عشتار
2004
(ضيف الحلقات)
حمام القيشاني (الجزء5)
2003
(بدور نادر مقصود)
الحجاج
2003
(بدور بشر بن مروان)
ذكريات الزمن القادم
2003
(بدور عمر)
بقعة ضوء (الجزء3)
2003
صقر قريش
2002
(بدور سليمان بن هشام)
امرؤ القيس: الثأر المر
2002
حمام القيشاني (الجزء4)
2001
(بدور نادر مقصود)
الأيام المتمردة
2001
الجدار الأسود
2001
مقامات بديع الزمان الهمذاني
2001
البحث عن صلاح الدين
2001
(بدور بطريرك أنطاكية)
قلوب في الميزان
2000
جلد الأفعى
1999
(ضيف الحلقات)
رمح النار
1999
(بدور غِيلان)
تلك الأيام
1999
الانهيار
1999
الدرب الشائك
1998
الطير
1998
النصية
1998
(ضيف شرف)
حمام القيشاني (الجزء3)
1998
(بدور نادر مقصود)
باب الحديد
1997
عطر البحر
1997
تل الرماد
1997
حمام القيشاني (الجزء2)
1997
(بدور نادر مقصود)
الراية والغيث
1996
خان الحرير (الجزء1)
1996
أخوة التراب
1996
(بدور حسين درويش)
كنا أصدقاء
1996
القيد
1996
(بدور الخال صبحي)
اللوحة الناقصة
1996
حنظلة أبو ريحانة
1995
صعود المطر
1995
الجوارح
1995
(بدور سُراقة)
الخطوات الصعبة
1995
نهاية رجل شجاع
1994
حمام القيشاني (الجزء1)
1994
(بدور نادر مقصود)
موزاييك
1994
أبناء وأمهات
1993
طرائف أبي دلامة
1993
(بدور أبو العمروط)
صهيل الجهات
1993
السيرة العربية
1992
الدغري
1992
(بدور صابر)
جريمة في الذاكرة
1992
(بدور حسن الحربي)
هجرة القلوب إلى القلوب
1991
(بدور بائع القباقيب)
أيام الخوف
1991
حب للحياة
1981
التقرير : ملابسات حادثة عادية
1977
بدايات صغيرة
1977 سهرة تليفزيونية
ارث الدم
1977 سهرة تليفزيونية